# Francesc Canals i Ambrós
Francesc Canals i Ambrós, conegut com a «el Santet» (Barcelona, 1877 - 27 de juliol de 1899) era un jove de Barcelona que va morir a l'edat de 22 anys. Enterrat al Cementiri del Poblenou de Barcelona, gaudeix d'una veneració popular que li atribueix la concessió de favors.
En vida va ésser una persona molt estimada per veïns i coneguts. Se sap que era una molt bona persona que ajudava els seus semblants, tenia capacitats sobrenaturals (entre altres, somnis premonitoris) i la seva mort va ser molt sentida. Aviat es van atribuir a la seva intercessió facultats miraculoses i es va instituir un culte popular, sense cap suport de les autoritats eclesiàstiques.

## Biografia
Va néixer a la Plaça de la Llana de Barcelona el 1877, segons es diu, el seu pare era cec i tenia un establiment d'estores. A 14 anys entrà a treballar al centre comercial El Siglo, situat a la Rambla (del número 3 al 7 i del 10 al 14 del carrer Xuclà i plaça Bonsuccés) on es guanyà una sòlida reputació d'immensa bondat. Es comenta que repartia el sou entre els pobres i també se li atribuïen poders sobrenaturals, entre els quals destacaven les prediccions de futur. Quan hi havia sobrants de roba, els recollia i els donava a les persones del barri que passaven necessitats: potser per això el van acomiadar, o per la predicció que va fer que El Siglo es cremaria.
Tenia la fama de fer favors, ajudar i aconsellar, a més de predir. Sembla que tenia capacitat de guarir per imposició de les mans i de conèixer la data de la mort d'una persona només mirant-lo fixament als ulls: molta gent va assegurar després que ell mateix havia predit la seva pròpia mort. També es diu que va anunciar que el seu pare recuperaria la vista just després de la mort, com va passar.

### Mort i enterrament
La causa de la mort de Francesc Canals i Ambròs no està clara: algunes fonts diuen que morí de tuberculosi a casa seva; d'altres, que morí per les ferides causades en ajudar uns veïns en un incendi a l'edifici.
La seva primera sepultura fou en un nínxol alt del Cementiri Vell. Això dificultava la col·locació de flors i d'altres objectes, que s'havia de fer amb una escala. Com que la veneració pel noi s'havia incrementat i molta gent hi anava per resar-hi i deixar-hi exvots, l'any 1908, l'Ajuntament va traslladar-ne les restes al nínxol on ara es troba, a peu pla, i va deixar la tomba exonerada de pagar taxes. A banda i banda del nínxol es van reservar dotze nínxols més, desocupats, que serveixen d'altars on els visitants deixen flors, espelmes i tota mena de records i exvots, així com un espai al davant, sempre ple de flors i d'exvots. Es tracta del nínxol número 138 interior centre de l'illa 4a, departament I, identificat com “Propiedad funerària de Francisco Canals Ambrós fallecido el 27 de Julio de 1899 a los 22 años y 2 meses.” A la tomba hi ha una foto del mort i davant la làpida un vidre transparent amb una petita obertura per poder-hi dipositar missatges de peticions al santet.

### Veneració
Immediatament després de la seva defunció, les dependentes que el coneixien van començar a visitar-lo mogudes per l'esperança de veure satisfets els seus anhels. També s'afirma que les primeres a portar flors al nínxol van ser les mateixes floristes de la Rambla o membres de l'ètnia gitana. Poc després de la seva mort quedà instituït un culte de veneració en la creença que concedia favors, sempre que no estiguessin relacionats directament amb els diners. També es va estendre la fama de matrimonier i d'ajudar en la fertilitat. La tradició explica que si es visita la tomba de Canals cal fer una oració i, després de demanar el desig, marxar pel costat dret del nínxol, sense tornar enrere sobre els propis passos: només en fer la volta per sortir s'ha de mirar la tomba de lluny perquè es compleixi el que s'ha demanat. Després de rebre el favor cal tornar a donar les gràcies. Segons s'explica, no defrauda ningú que li sol·licita un favor: els més sol·licitats estan relacionats amb la salut.
Al cap de poc de morir, la làpida es va esquerdar en diagonal i, en reparar-se, es tornà a esquerdar exactament pel mateix lloc davant dels operaris i públic assistent. Una llegenda diu mirant fixament l'esquerda es podia veure la llum del més enllà. Es deia que des del primer nínxol on fou enterrat se sentia un crit provinent de l'interior; també corria la brama que algú va intentar profanar la tomba i de l'interior va sortir un crit que va alertar el guarda del cementiri.
Del Santet s'han escrit articles de premsa i s'ha parlat en radio i televisió. Però la devoció popular arriba inclòs a la intenció de fer una pel·lícula. De moment però hi ha dos llibres, un d'estil “gòtic” de títol Retrum de Francesc Miralles i l'altre es Habitacions tancades de Care Santos.